# Assemblée de la Polynésie française
De Assemblée de la Polynésie française of Te Fare âpooraa rahi o te Fenua Māòhi (Nederlands: Vergadering van Frans-Polynesië) is het parlement van Frans-Polynesië. De huidige naam dateert van 2004, toen Frans-Polynesië een autonoom land werd. Voordien droeg het parlement de naam Assemblée territoriale. Sinds 15 september 2014 wordt het parlement voorgezeten door Marcel Tuihani. De laatste verkiezingen vonden plaats in april/mei 2013.
De Assemblée telt 57 leden en wordt om de vijf jaar gekozen. Verkiezingen geschieden via een districtenstelsel. Het land is voor dat doel verdeeld in zes kiesdistricten:
- Bovenwindse Eilanden (37 afgevaardigden)
- Benedenwindse Eilanden (8 afgevaardigden)
- Australeilanden
- Gambiereilanden en Tuamotuarchipel-oost (3 afgevaardigden)
- Tuamotu-westarchipel-west (3 afgevaardigden)
- Marquesaseilanden (3 afgevaardigden)

Naast wetgevende bevoegdheden kiest de Assemblée ook de president van Frans-Polynesië.

## Samenstelling

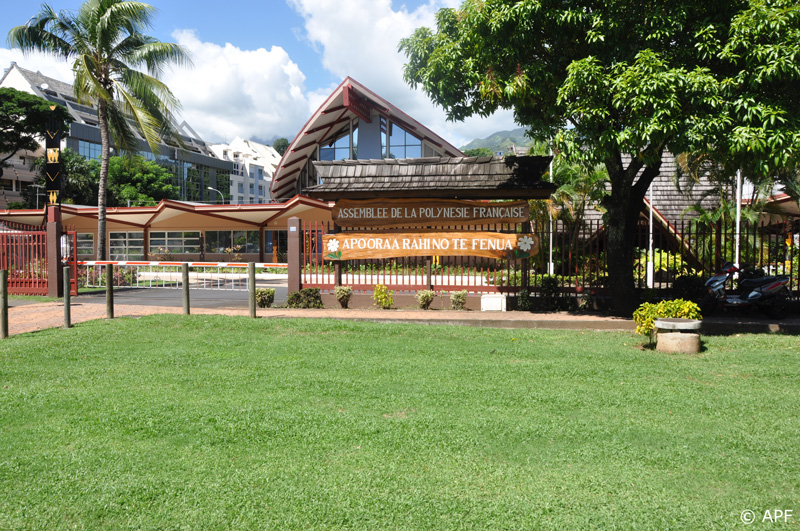
De Assemblée de la Polynésie française

Het parlement bestaat momenteel (2016) uit drie fracties:
- Rassemblement pour une majorité autonomiste (RMA) - 31 leden, bestaat vrijwel geheel uit parlementariërs die behoren tot de politieke partij Tapura huiraatira. De partij werd in 2016 gevormd en bestaat uit ex-leden van Tahoera huiraatira (22), ex-leden van A Ti'a Porinetia (8) en een ex-lid van de UPLD.
- Tahoeraa huiraatira - 16 leden
- Union pour la démocratie - 10 leden

De RMA vormt de regering van Frans-Polynesië.

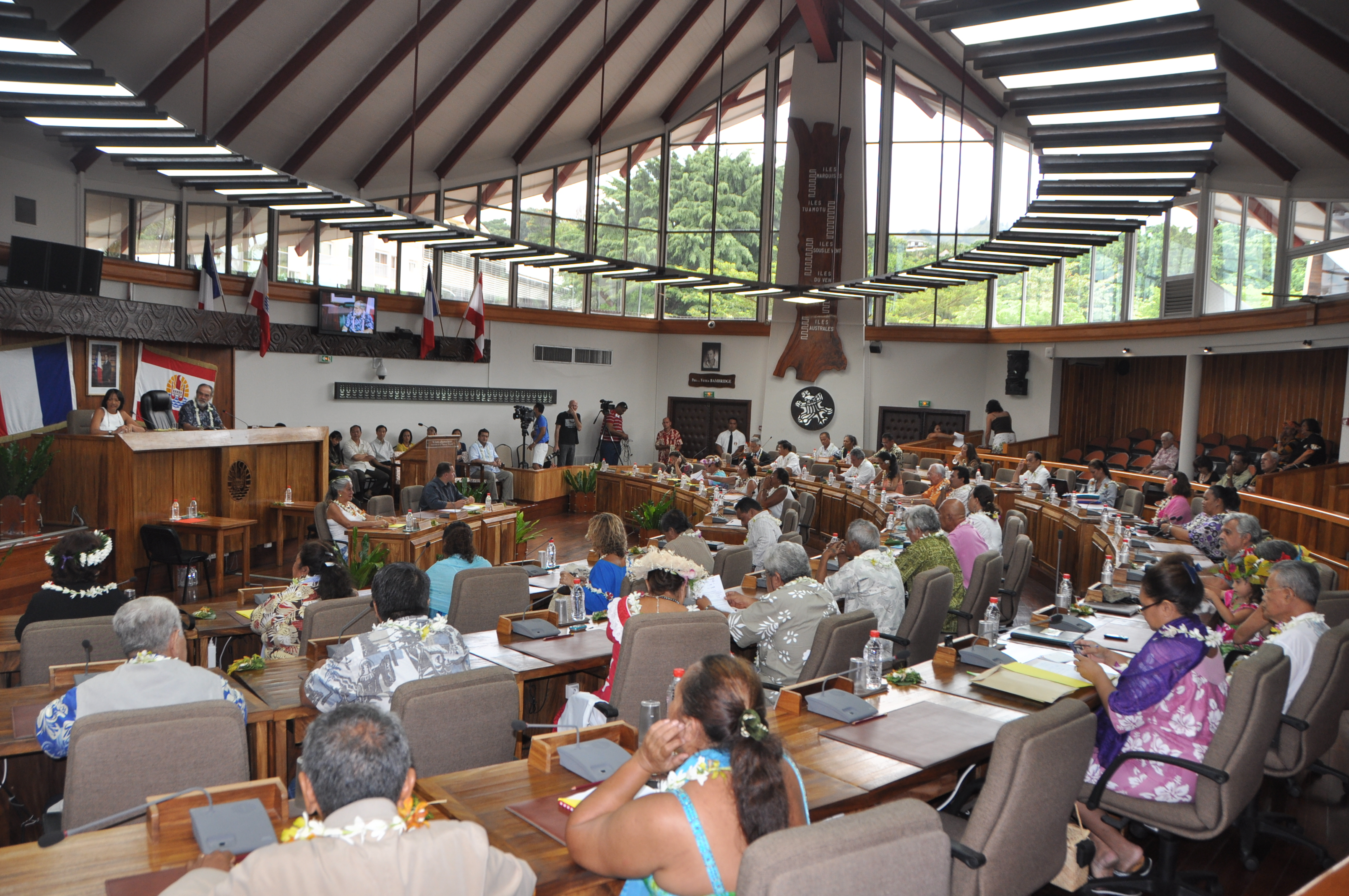
De zittingszaal

| Samenstelling na de verkiezingen van 2013 | Samenstelling na de verkiezingen van 2013 | Samenstelling na de verkiezingen van 2013 | Samenstelling na de verkiezingen van 2013 |
| Partij                                    | Partij                                    | Zetels                                    | Percentage                                |
| ----------------------------------------- | ----------------------------------------- | ----------------------------------------- | ----------------------------------------- |
|                                           | Tahoeraa huiraatira                       | 38                                        | 66,67%                                    |
|                                           | UPLD                                      | 11                                        | 19,30%                                    |
|                                           | A Ti'a Porinetia                          | 8                                         | 14,03%                                    |
|                                           |                                           | 57                                        | 100%                                      |